# 皇姑屯駅
皇姑屯駅（こうことんえき）は中華人民共和国遼寧省瀋陽市皇姑区にある、中国鉄路総公司（CR）の駅。1907年に開業。瀋陽鉄道局所属の1等駅に設定されている。旅客営業は行われなくなり、現在は貨物のみの扱いになっている。

## 乗り入れ路線
京哈線（秦瀋旅客専用線）と皇姑屯線の2路線が乗り入れている。

## 歴史
- 1907年 - 開業。開業当時の駅名は皇姑墳駅で、当時の京奉線（今の京哈線）の終着駅であった。
- 1911年 - 皇姑屯駅に改名。
- 1928年6月4日 - 中華民国陸海軍大元帥（中国語版）であった張作霖の乗っていた列車が当駅以東で爆発した、張作霖爆殺事件が発生。
- 時期不明 - 旅客営業中止。

## 隣の駅
中国鉄路総公司
京哈線（秦瀋旅客専用線）
遼中駅 - 皇姑屯駅 - 瀋陽北駅
皇姑屯線
瀋陽駅 - 皇姑屯駅 - 大成駅